# Sông Bồ

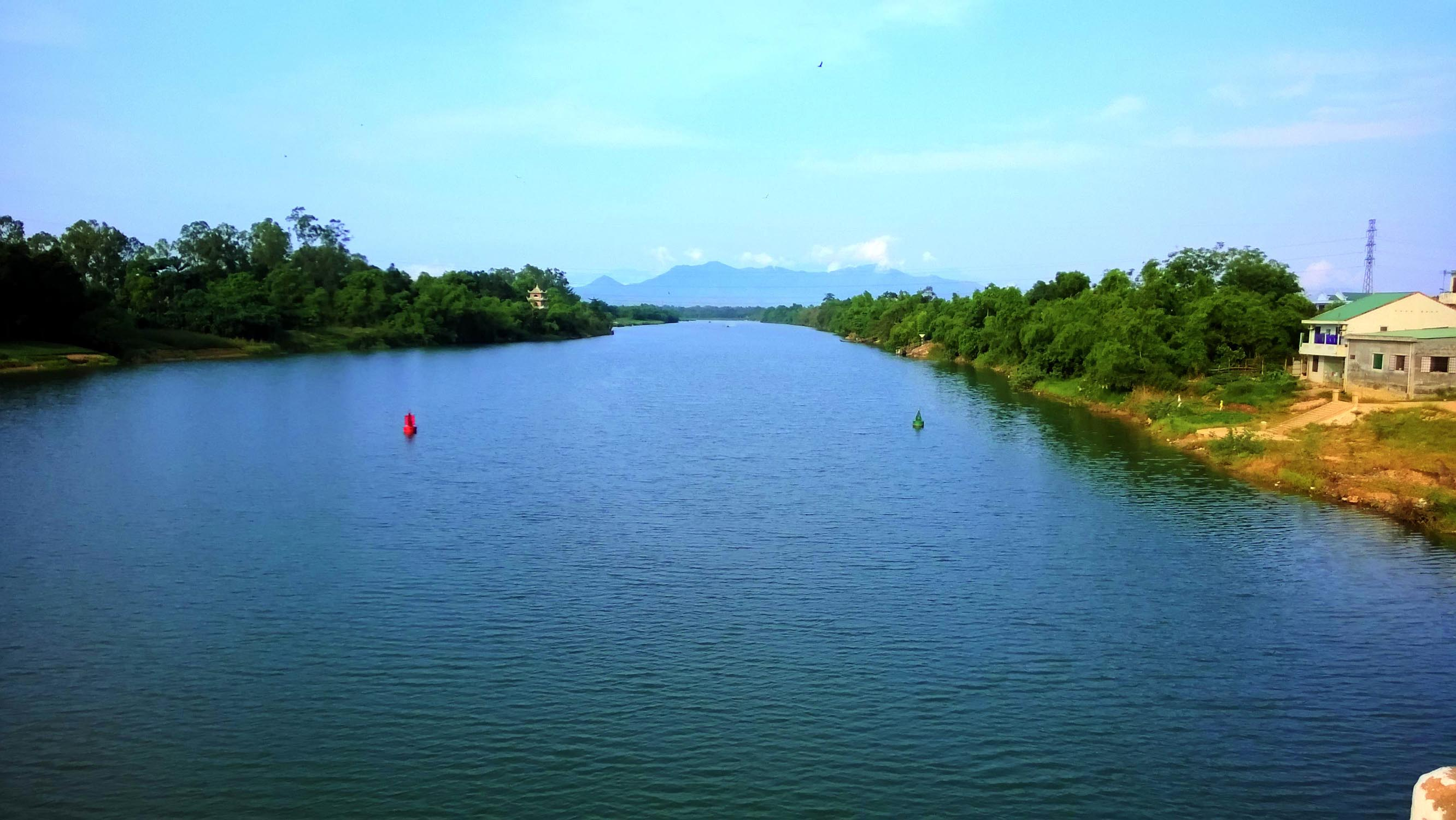
Sông Bồ nhìn từ cầu An Lỗ trên Quốc lộ 1

Sông Bồ là con sông nhỏ ở phía bắc thành phố Huế., Việt Nam . Sông Bồ là một phụ lưu cấp 1 quan trọng phía tả ngạn của sông Hương.
Sông Bồ bắt nguồn từ vùng núi A Sầu ở dãy Trường Sơn, thuộc xã A Roàng huyện A Lưới . Từ đó sông chảy qua thị xã Hương Trà,  Phong Điền thuộc thành phố Huế., huyện Quảng Điền rồi đổ vào sông Hương ở ngã ba Sình thuộc địa phận thành phố Huế.
Con sông cung cấp nguồn nước ngọt và bồi đắp phù sa cho lưu vực mà nó chảy qua.

## Tên gọi

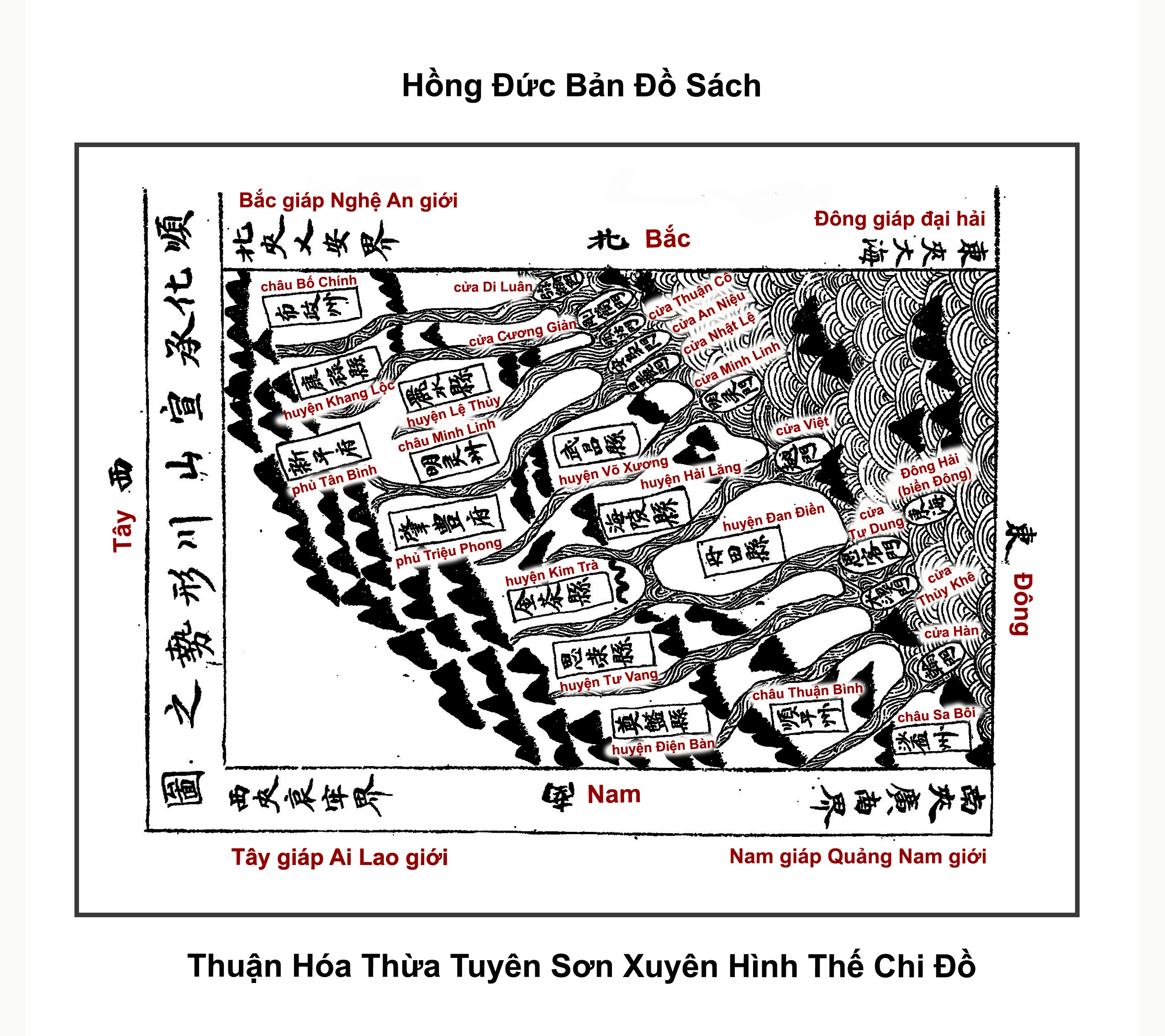
Thừa Tuyên Thuận Hóa trong Hồng Đức Bản Đồ

Theo sử sách thời Lê (thế kỷ XV) sông Bồ có tên gọi là sông Đan Điền (丹田江) do chảy qua địa phận huyện Đan Điền (dưới triều Nguyễn đổi tên thành huyện Quảng Điền như ngày nay). Ghi chép của Quốc sử quán triều Nguyễn gọi tên sông là Phú Ốc, ngoài ra còn có những cái tên khác do người dân địa phương đặt như sông Hiền Sĩ hay sông Cổ Bi. Sách Đồng Khánh địa dư chí dưới thời vua Đồng Khánh giải thích cái tên dân dã của sông Bồ: "Tục truyền, trên thượng nguồn sông Bồ có nhiều cỏ xương bồ, cho nên có tên là Bồ Giang (蒲江). Nước sông này vừa trong vừa sạch, có thể coi là con sông đẹp nhất trong huyện."

## Địa lý
Sông Bồ là phụ lưu cấp I của Sông Hương, bắt nguồn từ vùng núi A Sầu phía tây thành phố Huế.., ở độ cao 900 m, chảy theo hướng đông nam - tây bắc đổ vào bờ trái Sông Hương, cách cửa sông 9 km. Dài 94 km. Diện tích lưu vực 938 km²; cao trung bình 384 m, độ dốc trung bình 27,4%, mật độ sông suối 0,64 km/km². Tổng lượng nước 0,95 km3. (Theo Từ điển Bách khoa Việt Nam)

## Thủy điện
1. Thủy điện A Roàng xây dựng trên sông Bồ tại vùng đất xã A Roàng huyện A Lưới, có công suất 7,2 MW, khánh thành tháng 01/2016 [6].
2. Thủy điện A Lưới xây dựng tại vùng đất huyện A Lưới, có hồ nước ở thượng nguồn dòng sông A Sáp, chuyển nước về nhà máy ở xã Hồng Hạ và xả nước ra sông Bồ [7], có công suất 170 MW với 2 tổ máy, hoàn thành tháng 6/2012 [8].
3. Thủy điện Hương Điền xây dựng trên sông Bồ tại vùng đất phường Hương Vân thị xã Hương Trà [9], có công suất 81 MW với 3 tổ máy, hoàn thành tháng 10/2013 [9].